# Jan Kustos
Jan Kustos (ur. 5 września 1893 w Syryni, zm. 28 lipca 1932 w Katowicach) – śląski polityk, magister filozofii, redaktor i wydawca prasy, założyciel narodowego Związku Górnoślązaków-Polaków w Poznaniu w roku 1921, Śląskiego Stronnictwa Demokratyczno-Postępowego w Katowicach w roku 1921, przywódca organizacji Rycerze Orła Białego w roku 1922, założyciel i prezes Związku Górnoślązaków-Polaków w latach (1922–1925, założyciel i prezes Związku Obrony Górnoślązaków w latach 1925–1932, członek Rady Miasta Katowice w latach 1926–1927, założyciel Związku Zawodowego Górnoślązaków w roku 1927, przedstawiciel mniejszości śląskiej w rozmowach z przedstawicielem Ligi Narodów w roku 1929.

## Biografia polityczna
Wywodził się z rodziny zdeklarowanych Polaków. W latach I wojny światowej studiował na Uniwersytecie Wrocławskim. Po I wojnie światowej studiował teologię i filozofię na Uniwersytecie Poznańskim. W roku 1920 na łamach opolskiego tygodnika społeczno-kulturalnego „Oberschlesier” zamieścił tekst, potwierdzający tezę, że mowa górnośląska jest odmianą polszczyzny. Natomiast w Raciborzu wydał broszurę "Jak nas uczono w szkołach (na Górnym Śląsku)?" W roku 1921 Kustos utworzył Związek Górnoślązaków-Polaków, reprezentujący Ślązaków opcji polskiej na terenie Wielkopolski, wydawał również własny organ prasowy „Pochodnia”. Na jego łamach życzenia noworoczne dla powstańców złożył działacz Chrześcijańskiego Zjednoczenia Ludowego – Walenty Fojkis – kierownik katowickiej organizacji powiatowej Związku Byłych Powstańców, który cały czas toczył walkę z przybyszami z zagranicy, a na przełomie września i października 1921 roku zażądał usunięcia wszystkich nie-Górnoślązaków z Głównej Komisji Pomocy dla Górnego Śląska, zajmującej się likwidacją skutków III powstania. Na początku roku 1922 Związek Górnoślązaków-Polaków, po przeniesieniu siedziby do Katowic przestał działać. Jan Kustos był politycznie związany z poznańską endecją. Reprezentował skrajne poglądy i epizodycznie (1922) przewodził niewielkiej organizacji Rycerze Orła Białego. Jednoznacznie uważał się wówczas za Polaka, jednak głosił wyższość pruskich Polaków nad tymi z Kongresówki i Galicji. Równolegle na Górnym Śląsku ukazywał się jego nowy organ prasowy „Głos Górnego Śląska”, na którego łamach Walenty Fojkis zawiadamiał o zebraniach katowickiego oddziału Związku Byłych Powstańców. Na łamach tego tygodnika pojawiły się rzadko wcześniej na Śląsku spotykane tendencje antysemickie. Początkowo „Głos Górnego Śląska” był drukowany razem z „Gońcem Śląskim” – organem prasowym endecji, lecz wkrótce nastąpiło zerwanie, więc wiosną 1922 roku Kustos przeniósł druk do wydawnictwa „Volkswille” – organu prasowego niemieckich socjalistów (DSAP).

### Próba zamachu stanu
17 marca 1922 roku Jan Kustos utworzył Śląskie Stronnictwo Demokratyczno-Postępowe, za którego pomocą chciał się dostać w szeregi Naczelnej Rady Ludowej dla Górnego Śląska. Zgodnie z doniesieniami prasowymi: "Przygotowania do zamachu na Górnym Śląsku", opartymi na relacji Jana Wyglendy, gdy Kustosowi nie udało się legalnie dostać do NRL, postanowił opanować ją siłą. Stanowisko Józefa Rymera miało być przeznaczone mjr Ludwikowi Hupce, jako śląskiemu dyktatorowi wojskowemu. Lider utworzonego 5 sierpnia 1921 roku Związku Dawniejszych Powstańców na rzecz Górnośląskiej Niepodległości (Bund der ehemäligen Insurgenten für oberschlesische Selbständigkeit) – Franciszek Merik z Opola – jeden z powstańczych dowódców frontowych, którzy podczas III powstania domagali się od dyktatora Korfantego proklamacji "suwerennego państwa śląskiego", miał zapewnić potrzebne oddziały zbrojne. W próbę zamachu miał być zamieszany dr Ptok – były niemiecki komisarz plebiscytowy w powiecie rybnickim, który według Jana Wyglendy przyrzekł poparcie Volksbundu. Po opanowaniu gmachu NRL, zamachowcy mieli wszystkich nie-Górnoślązaków odstawić do granicy i postawić polskie władze przed faktem dokonanym. Działania Jana Kustosa i Franciszka Merika miała koordynować, stworzona przez szeroką rzeszę byłych powstańców (m.in. Polski Związek Górnośląskich Autonomistów – Alojzego Pronobisa i działaczy obozu polskiego, Liga Obrony Górnego Śląska (Liga zum Schutz Oberschlesiens). Jej liderzy powołali do życia własną 40-osobową Radę Ludową, która usiłowała przeforsować nadanie całemu terytorium plebiscytowemu na Górnym Śląsku bardzo szerokiej autonomii politycznej, gospodarczej i kulturowej. Nie determinowała ona przy tym, czy ma się tu urzeczywistnić w ramach związku, z którymś z dwu rywalizujących państw, czy też w formie „autonomii zupełnej” (niepodległość) pod protektoratem aliantów. Wojciech Korfanty natychmiast zlikwidował rozłam w polskim obozie, odcinając Radę Ludową od funduszy i wydając rozkaz rozbicia zebrania Związku Dawniejszych Powstańców na rzecz Górnośląskiej Niepodległości (Bund der ehemäligen Insurgenten für oberschlesische Selbständigkeit) wiernemu sobie oddziałowi powstańców z Pszczyny pod dowództwem Stanisława Krzyżowskiego. Dążenia Franciszka Merika do przewrotu są faktem, natomiast Jan Kustos i mjr Ludwik Hupka protestowali przeciwko rewelacjom Jana Wyglendy, zaś Volksbund zaproponował skonfrontowanie go z dr Ptokiem. Józef Rymer chwalił Jana Wyglendę za udaremnienie przewrotu, jednak nie wiadomo ile prawdy było w jego doniesieniach. Jan Kustos na łamach swego „Głosu Górnego Śląska” dowodził, że to Wyglenda miał zamiar tworzyć armię górnośląską i planował zamach na NRL dla Górnego Śląska. Zwolennik Kustosa z Mysłowic – Franciszek Kos wybrał się na zebranie Związku Byłych Powstańców, chcąc dowieść swych racji przeciw Wyglendzie. Gdy się tam zjawił, jeden z powstańców chciał go wyrzucić z sali obrad. Wówczas Kos wyciągnął pistolet i ciężko ranił napastnika.

### Autonomista
22 czerwca 1922 roku Wojsko Polskie i Reichswehra objęły podzielone terytorium plebiscytowe. Województwo Śląskie w ramach Rzeczypospolitej Polskiej, zgodnie z zapisami Statutu Organicznego, uchwalonego podczas kampanii plebiscytowej 20 lipca 1920 roku otrzymało szeroką autonomię gospodarczą i fiskalną (Skarb Śląski) oraz ograniczoną (wojewoda z nominacji prezydenta RP) autonomię polityczną z własnym parlamentem (Sejmem Śląskim). O autonomii kulturowej nie było mowy. W 1923 roku literacki język polski stał się oficjalnie jedynym urzędowym w województwie. Ustawa językowa, uchwalona przez Sejm Śląski na wniosek posłów z Chrześcijańskiego Zjednoczenia Ludowego uderzyła w rodowitych Górnoślązaków, mówiących na co dzień po śląsku, znających o wiele lepiej literacką niemczyznę niż standardowy język polski. Te wydarzenia sprawiły, że Jan Kustos reaktywował w tymże 1923 roku w Katowicach Związek Górnoślązaków-Polaków. Nazwa tej organizacji nawiązywała do działającego już tylko na terenie niemieckiej Prowincji Górnośląskiej – Związku Górnoślązaków-Bund der Oberschlesier, a poprzez ostatni człon miała sugerować władzom, że jest organizacją polską. Jej cele były jednak zupełnie inne niż organizacji, która działała pod tą samą nazwą w Wielkopolsce. Związek Górnoślązaków-Polaków bronił przestrzegania zapisów Statutu Organicznego Województwa Śląskiego oraz praw rodowitych Górnoślązaków.
W roku 1924 Jan Kustos uzyskał tytuł magistra filozofii Uniwersytetu Poznańskiego.

### Obrońca Górnoślązaków
W lipcu 1925 roku Jan Kustos przemianował więc swoją organizację na Związek Obrony Górnoślązaków (ZOG), lansując przy tym hasło „Górny Śląsk dla Górnoślązaków”, wylansowane wcześniej przez Związek Górnoślązaków-Bund der Oberschlesier. Organizacja ta zajęła się teraz obroną średnich warstw śląskiej inteligencji, która wykształciła się w państwie niemieckim, a więc w szkołach z niemieckim językiem wykładowym, a teraz nagle, błyskawicznie musiała biegle opanować zupełnie jej obcy język polski, podczas gdy do tej pory posługiwała się na co dzień śląskim, a dodatkowo urzędowym niemieckim. Jednak władze polskie zamiast zatrudniać Górnoślązaków, sprowadzały kadrę o identycznych, a często nawet o wiele niższych kwalifikacjach z ziem rdzennie polskich, głównie z byłej Galicji (stamtąd pochodziło czterech spośród pięciu międzywojennych wojewodów śląskich). Wiele uwagi poświęcił Związek Obrony Górnoślązaków sprawie przestrzegania Statutu Organicznego Województwa Śląskiego, podczas gdy Wojciech Korfanty dążył do ograniczenia autonomii, chcąc ewolucyjnie ujednolicić polski Górny Śląsk z Polską. Przywódca ZOG – Jan Kustos ostro krytykował Korfantego za posunięcia sprzyjające sprowadzaniu na Górny Śląsk urzędników i nauczycieli spoza województwa. W tej materii zyskał zdecydowane poparcie mniejszości niemieckiej (Volksbundu). Związek Obrony Górnoślązaków głosił również narodową i kulturową odrębność Górnoślązaków od Polaków, którą porównywał z analogiczną odrębnością Katalończyków od Hiszpanów oraz Słowaków od Czechów. Haseł jawnie separatystycznych Jan Kustos nie eksponował, mając w pamięci niedawne oskarżenia o zdradę stanu, mówił więc o obronie autonomii, a w nagłówku „Głosu Górnego Śląska” pozostawił informację, że stoi ono „na gruncie narodowo-polskim”, czym odpierał ataki, że jest to polskojęzyczny organ Volksbundu. Natomiast w tekstach publikowanych na łamach tego pisma marginalizowały się treści antysemickie, wypierane przez ataki na czołowe ugrupowania polskie na polskim Górnym Śląsku: chadecję Korfantego, PPS i NPR. Poglądy Jana Kustosa i niemieckiego Volksbundu na odrębność narodowościową Ślązaków były podobne. Natomiast w pozostałych sprawach, z wyjątkiem krytyki zapędów polonizacyjnych władz, różniły się diametralnie, a mimo to został okrzyczany przez polską prasę na Górnym Śląsku – "niemieckim agentem". Jan Kustos potępiał posyłanie niemieckojęzycznych dzieci do szkół niemieckich, będąc zdecydowanym propagatorem szkolnictwa dwujęzycznego. W reakcji na werbowanie Ślązaków do Volksbundu, napisał do przywódcy tej organizacji Otto Ulitza: Nie pozwolimy się sprzedać po raz drugi, nie pozwolimy się nazwać polską świnią, jak teraz nazywamy się Schwaben i Germanen.

### Niepodległościowiec?
19 czerwca 1926 roku w Katowicach doszło do spotkania prezesa Związku Obrony Górnoślązaków Jana Kustosa z faktycznym przywódcą niemieckiej Prowincji Górnośląskiej ks. prałatem Carlem Ulitzką – liderem Katolickiej Partii Ludowej – Centrum (KVP-Zentrum) po niemieckiej stronie Górnego Śląska, dążącym do "ponownego zjednoczenia swej górnośląskiej ojczyzny". Tematyka poruszana wówczas przez obu polityków pozostaje nieznana. Od 1926 roku daje się zauważyć znaczną zbieżność programową pomiędzy Katholische Volkspartei (Katolicką Partią Ludową) w Województwie Śląskim – Thomasa Szczeponika, a Związkiem Obrony Górnoślązaków – Jana Kustosa oraz wsparcie finansowe dla tej ostatniej organizacji, nie tylko ze strony księcia pszczyńskiego Jana Henryka XV – dawniej wspierającego Związek Górnoślązaków (1919-1924), lecz również za pośrednictwem Dresdener Bank. Od tego czasu Jan Kustos nie pisał już o górnośląskich Polakach, a jako polskojęzyczny Górnoślązak za swych naturalnych sojuszników uznał Górnoślązaków niemieckojęzycznych. Ówcześni politycy i współcześni badacze wnioskują, że kilkutysięczny Związek Obrony Górnoślązaków liczył na przyszłe połączenie Województwa Śląskiego z Prowincją Górnośląską i stworzenie niepodległego państwa. Red. Stach na łamach korfantowskiej "Polonii" stwierdził, że Związek Obrony Górnoślązaków usiłuje uzyskać w Lidze Narodów odcięcie Górnego Śląska od Polski i Niemiec, stworzenie z niego osobnego państewka pod opieką Ligi Narodów.

### Katowicki radny
19 listopada 1926 roku odbyły się wybory komunalne, które okazały się sukcesem kandydatów z list niemieckich (głównie Katholische Volkspartei (KVP), która przejęła znaczną część programu i wielu działaczy Związku Górnoślązaków-Bund der Oberschlesier oraz hasło "Górny Śląsk dla Górnoślązaków"). Bezwzględnie zwyciężyli oni w miastach: Królewskiej Hucie 70% głosów, Katowicach 57% głosów, Tarnowskich Górach 56% głosów, Mysłowicach 52% głosów, Mikołowie 62% głosów i Siemianowicach 66% głosów. Prasa niemiecka nazwała te wybory "drugim plebiscytem", komentując ogólny wynik 41% wszystkich głosów dla list niemieckich hasłem "Górny Śląsk jest jeszcze niemiecki". W mniejszej skali wybory te były sukcesem Związku Obrony Górnoślązaków, który otrzymał łącznie 9083 głosy, co przełożyło się na 180 mandatów dla radnych miejskich i gminnych. Sam Jan Kustos został jednym z czterech radnych Związku Obrony Górnoślązaków w Katowicach.
W tzw. Wielkich Katowicach spośród 56 radnych wybierano 12 radców magistratu. 9 marca 1927 roku Jan Kustos zwrócił się do Polaków (ChD, NPR, PPS) z propozycją koalicji celem przeforsowania 5 z 12 radców. Warunkiem było przyznanie jednemu z radnych ZOG 5 miejsca na liście kandydatów na radców. Obóz polski jednak propozycję odrzucił. Nie powiodły się również negocjacje ze stanem średnim i obrońcami lokatorów, w celu pozyskania poparcia dla kandydata ZOG na radcę. W tej sytuacji dwóch spośród radnych ZOG w stolicy województwa (Augustyn Musiolik i Adolf Przybyła) przeszło do obozu polskiego. Pozostali dwaj Jan Kustos i Jan Badura oraz przedstawiciel stanu średniego Widuch poparli kandydaturę Bernharda Jankowskiego z Katholische Volkspartei (KVP) na stanowisko prezesa Rady Miejskiej. Sanacyjna „Polska Zachodnia” określiła ich mianem „zdrajców, których miejsce jest w kryminale”. Frakcja polska zbojkotowała obrady katowickiej Rady Miejskiej pod wodzą Bernharda Jankowskiego. Wojewoda Michał Grażyński wykorzystał pretekst, by ją rozwiązać i powołać zarząd komisaryczny, składający się z 10 Polaków i 5 Niemców (bez przedstawicieli Związku Obrony Górnoślązaków), według wojewody – odpowiadający stosunkom narodowościowym w Katowicach.
W styczniu 1927 roku Jan Kustos założył Związek Zawodowy Górnoślązaków. Głównym celem nowo utworzonego związku była obrona miejsc pracy Górnoślązaków przed ludnością napływową oraz pomoc w poszukiwaniu zatrudnienia przez zredukowanych: pracowników wyższego dozoru technicznego i średniego szczebla administracji, nauczycieli, pocztowców, urzędników kolejowych, celników, funkcjonariuszy różnych służb, policjantów itp. I zjazd organizacji związkowej Jana Kustosa odbył się 16 stycznia 1927 roku w Katowicach.

### Zamieszanie w organizacji
3 kwietnia 1927 roku zwolennicy sanacji (Musioł, Przybyła, Musiolik, Przewłoka) we władzach Związku Obrony Górnoślązaków zorganizowali nielegalny zjazd tej organizacji. W celu uwiarygodnienia się zaprosili tam radykalnych Ślązaków (Jan Pokrzyk, Józef Noras, Paweł Teda), nie będących członkami Związku Obrony Górnoślązaków. Organizatorzy nielegalnego zjazdu oskarżyli nieobecnego na nim Jana Kustosa o defraudacje związkowych pieniędzy i zaocznie wykluczyli go z organizacji, a następnie rozpoczęli oficjalną współpracę z sanacyjnymi władzami państwowymi. Janowi Kustosowi udało się jednak w dniu 1 maja zorganizować kolejny, tym razem legalny zjazd Związku Obrony Górnoślązaków, na którym ponownie przejął kierownictwo w swej organizacji, po czym usunął z niej zwolenników sanacji. Chorego wiceprezesa Woźnikowskiego zastąpiła Jadwiga Oszekówna, a skarbnikiem został radca miejski Jan Badura z Katowic – właściciel katowickich cegielni. „Głos Górnego Śląska” zacytował uchwałę, w której zasugerowano, że to nie Jan Kustos, a właśnie jego przeciwnicy stanowią niemiecką irredentę. Zamieszanie związane z zaistniałą sytuacją poważnie osłabiło tę organizację. Przez pewien czas funkcjonowały dwa Związki Obrony Górnoślązaków: separatystyczny Kustosa, Oszekówny i Badury oraz pro-rządowy Musiolika, Przybyły, Musioła i Przewłoki, przemianowany wkrótce na Związek Polaków-Górnoślązaków, który dla zmylenia wydawał tygodnik „Nasz Głos Górnego Śląska”, graficznie i treściowo zbliżony do „Głosu Górnego Śląska” – Jana Kustosa. W międzyczasie Związkowi Obrony Górnoślązaków wyrosła konkurencja w postaci ugrupowań separatystycznych: Związku Rodowitych Górnoślązaków – Machulika i Bloku Socjalnego Górnoślązaków – Kossa, Bocka i Radwańskiego, które przejęły część elektoratu Kustosa.Jeszcze w maju 1927 roku Jan Kustos zdecydował się poprzeć swego dotychczasowego wroga Wojciecha Korfantego w jego konflikcie z wojewodą Grażyńskim.
W listopadzie 1927 roku w Warszawie podjęto decyzję o opiece rządu nad górnośląskimi regionalistami w celu osłabienia ruchu separatystycznego. Wojewoda Michał Grażyński zaczął od nobilitacji dialektów śląskich. W działaniach tych brała udział zarówno śląska, jak i napływowa inteligencja. Wojewoda Grażyński był zdecydowanym przeciwnikiem pośrednich grup językowych, jako „źródeł indyferentyzmu narodowego”. Jednak taktycznie posłużył się taką bronią w walce z opozycją i separatystami. Najzręczniejszym posunięciem Grażyńskiego było zamknięcie Województwa Śląskiego (1926 okręg przemysłowy, 1932 Śląsk Cieszyński) dla napływu pracowników fizycznych z innych województw pod hasłem separatystów „Śląsk dla Ślązaków”, co nie przeszkadzało mu w masowym sprowadzaniu tu pracowników umysłowych. Również samego Jana Kustosa próbowano zwerbować do obozu sanacyjnego, korzystając z pośrednictwa ks. Tomasza Reginka – dawnego przywódcy Związku Górnoślązaków-Bund der Oberschlesier.
W grudniu 1927 roku, przed wyborami do polskiego Sejmu w roku 1928, Wojciech Korfanty porozumiał się z liderami NPR, wraz z którymi stworzył Śląski Katolicki Blok Ludowy. Próbował on również poszerzyć tę koalicję o Związek Obrony Górnoślązaków. Jan Kustos postawił warunek: "2 kandydatury na posłów do sejmu w Warszawie i to na zapewnionych miejscach" dla przedstawicieli ZOG. Chodziło tu o drugie miejsce w okręgu katowickim oraz pierwsze lub drugie na liście wyborczej w okręgu I, obejmującym dwa powiaty, gdzie Kustos miał największe poparcie tj. pszczyński i rybnicki oraz Śląsk Cieszyński, gdzie liczył na głosy sympatyków Śląskiej Partii Ludowej – Józefa Kożdonia. Koalicja Związku Obrony Górnoślązaków z chadecją i NPR w ramach Śląskiego Katolickiego Bloku Ludowego nie doszła jednak do skutku. Wojciech Korfanty zaoferował Janowi Kustosowi tylko jedno miejsce na swej liście i to zaledwie trzecie miejsce w okręgu katowickim. 29 stycznia 1928 roku Zjazd Delegatów ZOG w Katowicach uchwalił, że nie odstępuje od warunków startu w wyborach do sejmu i senatu na liście Śląskiego Katolickiego Bloku Ludowego tj. "2 kandydatury na posłów do sejmu w Warszawie i to na zapewnionych miejscach". Delegaci Związku Obrony Górnoślązaków uznali propozycję Korfantego za absurdalną. Uznali, że Wojciech Korfanty chce wykorzystać zwolenników Kustosa dla zapewnienia foteli poselskich kandydatom chadeckim, a sam „ZOG zlikwidować”. Swoje stanowisko zawarli w piśmie skierowanym do niego 30 stycznia 1928 roku. Z takim stanowiskiem zjazdu nie pogodziły się dwie członkinie ugrupowania Kustosa, wywodzące się z Katowic: Waleska Kubistowa i wiceprezes Jadwiga Oszekówna, które przystąpiły do Śląskiego Katolickiego Bloku Ludowego – Wojciecha Korfantego. W efekcie Zarząd Główny Związku Obrony Górnoślązaków w osobach prezesa i sekretarza Jana Kustosa oraz skarbnika Jana Badury wykluczył z organizacji Waleskę Kubistową i zawiesił w czynnościach wiceprezes Jadwigę Oszekównę. Wskutek braku porozumienia z Polakami, Związek Obrony Górnoślązaków poparł kandydatów niemieckich, startujących z bloku mniejszości narodowych.

### Przywódca śląskiej mniejszości narodowościowej
Jan Kustos próbował wykorzystać fakt, że Polacy nie tylko nie uznawali odrębności narodowej Ślązaków, lecz również odrębności Białorusinów i Ukraińców, a mimo to przedstawiciele tych dwóch narodowości posiadali pewne przywileje. W efekcie Jan Kustos w tekście "Separatyzm należy wyplenić" zwracał się do wojewody Grażyńskiego: […] Przecież nikt z Polaków nie uznaje, żeby przez Niemców stworzona Ukraina, była terenem, na którym znajduje się naród ukraiński. A również trzeba przyznać, że o ile Rząd Polski dał pewne prerogatywy ludności ukraińskiej, to tym samym uznał, że potrzeba tej ludności specjalnej opieki. To samo się odnosi do ludności białoruskiej, chociaż każdy wie, że narodu białoruskiego nie ma. Dlaczego więc Pan, Panie Wojewodo, odmawia nam Górnoślązakom tych praw, które nam się słusznie należą, o ile nazywa Pan nas separatystami. Wojewoda Michał Grażyński na apel lidera ZOG nie odpowiedział.
17 marca 1928 roku „Głos Górnego Śląska” zamieścił tekst Pamiętaj, że jesteś Górnoślązakiem: Konwencja Genewska pośrednio, a Statut Organiczny bezpośrednio przedstawia ludność górnośląską jako specjalny szczep, jako specjalny indywidualny lud, a więc jako pewnego rodzaju mniejszość, jeżeli już nie narodową, to przynajmniej ludową. Dowód to wynik ostatnich wyborów do sejmu w Warszawie, jakoteż do senatu, gdzie lud górnośląski, nie będący ani polskim, ani niemieckim, głosował w olbrzymiej ilości na listę mniejszościową nr 18, powiadamy mniejszościową, a nie niemiecką, gdyż lista nr 18 zawiera wszelkie mniejszości znajdujące się w całej Polsce. […] Polska ma więc w swoim państwie dwojaką mniejszość, a mianowicie jedną o charakterze pochodzenia germańskiego, a drugą o charakterze pochodzenia słowiańskiego. Do tej ostatniej zaliczają się więc oprócz Białorusinów, Rusinów, także i Kaszubi i Górnoślązacy.
22 marca 1928 roku "Głos Górnego Śląska" pisał: Gdy przy wyborach komunalnych w 1926 r. Związek Obrony Górnoślązaków osiągnął w większych miejscowościach […] przeważającą liczbę mandatów, zaczęto te głosy oddany na listę Związku Obrony Górnoślązaków i w „Polsce Zachodniej” i w „Polonii” zaliczać do głosów polskich, chociaż przed wyborami komunalnymi zwalczano ten związek wszelkimi siłami ze strony obozu polskiego, nazywając Kustosa i zwolenników jego renegatami, zdrajcami itp. Przy obecnych wyborach do sejmu i senatu Związek Obrony Górnoślązaków z podanych już powodów listy swej nie wystawił. No i „Polska Zachodnia” przekonała się obecnie, że wszyscy ci zwolennicy Kustosa, głosowali w przeważającej liczbie na listę [mniejszości narodowych] nr 18. W lipcu lider "śląskiej mniejszości narodowej", gratulował sąsiedniemu narodowi osiągnięcia praw narodowych: Z okazji uzyskania pełnej swobody i otrzymania prezydenta życzymy Słowakom najlepszego powodzenia – Jan Kustos, Prezes i sekr. Gł. Zarządu Zw. Obr. Górnoślązaków.
6 stycznia 1929 roku w Katowicach, Jan Kustos wygłosił wykład "Czy jest lud górnośląski?". Zgodnie z treścią zaproszenia referent "rozstrząsał kwestię, czy ludność górnośląska ma prawo należeć do mniejszości nie-narodowych, lecz ludowych", porównując stosunek Słowaków do Czechosłowacji, Słoweńców do Królestwa Jugosławii i Austrii, dalej stosunek Ukraińców do Rosji i do Polski. Następnie stosunek ludności zamieszkującej Szlezwik-Holsztyn (Fryzów) do Prus i do Danii, stosunek Alzatczyków do Francji, Flamandczyków do Belgii, Irlandczyków do Anglii i wreszcie stosunek Górnoślązaków do Polski i Niemiec. Treści tego wykładu Jana Kustosa zaprezentował „Głos Górnego Śląska” w trzyczęściowym artykule O mniejszościach ludowych w poszczególnych państwach Europy.
Pod koniec września 1929 roku Jan Kustos był zaproszony na spotkanie, z przebywającymi w Katowicach, dyrektorem Sekcji Mniejszości Ligi Narodów prof. Azcarate i delegatem sekretarza generalnego Ligi Narodów ministrem Aguirre de Carcer. Lider Związku Obrony Górnoślązaków nie mógł się na nim pojawić ponieważ równolegle odbywała się rozprawa sądowa w sprawie pobicia go przed 3 laty (w roku 1926) przez 40 uzbrojonych napastników w drodze na wiec w Murckach. Jan Kustos listownie wyjaśnił powód swej nieobecności, dzięki czemu doszło do spotkania z samym ministrem Aguirre de Carcer. W czasie audiencji Jan Kustos stwierdził, że ludność Górnego Śląska "stoi twardo na stanowisku państwowości polskiej, jednakże ma takie same żale i pretensje, które mają takie same mniejszości ludowe jak np. ludność alzacka do Francji, ludność flamandzka do Belgii, ludność słowacka do Czech, ludność ukraińska do Polski i Rosji, no i wreszcie ludność Katalonii do Hiszpanii" W odpowiedzi "J.E. Minister Aguirre przyrzekł sprawę żalów i próśb przychylnie załatwić i uznał, twierdząc, że wywody p. Jana Kustosa są dla niego bardzo sympatyczne, a to tym więcej dla niego jako Hiszpana, w którym to kraju jego znajduje się taka sama mniejszość jak Górnoślązacy, a to mniejszość Katalończyków"
22 grudnia 1930 roku „Głos Górnego Śląska” zamieścił tekst Jedynie Czesi uznali Lud Śląski za specjalny Naród: w Polsce, a szczególnie na Górnym Śląsku toczy się spór, czy ktoś urodzony na Górnym Śląsku jest w pierwszym rzędzie Górnoślązakiem, a dopiero potem Polakiem, czy na odwrót. Pierwszego szowiniści uznać nie chcą. Miał się odbyć spis ludności już przed 5 laty. Formularze były gotowe i nawet już porozdawane. Czesi urządzili niedawno taki spis ludności i podali cztery rubryki, a mianowicie, czy ktoś jest narodowości czeskiej, czy polskiej, czy niemieckiej, a wreszcie narodowości śląskiej. […] Czesi więc pokazali światu, że istnieje Naród Śląski, jeżeli w spisie ludności podali rubrykę co do narodowości śląskiej. U nas oczywiście, gdyby to tak ktoś chciał zrobić, byłby okrzyczany za zdrajcę i wroga państwa. W związku z faktem, iż w Republice Czechosłowackiej dostrzeżono istnienie narodowości śląskiej, 1 kwietnia 1930 roku Jan Kustos usunął z nagłówka „Głosu Górnego Śląska” podtytuł: "pismo poświęcone sprawom G. Śląska oparte na gruncie narodowo-polskim niezależnie w polityce". Teksty mówiące o śląskiej odrębności narodowej pojawiały się tam również w roku 1931 (zob. Związek Obrony Górnoślązaków).
Prezes Związku Obrony Górnoślązaków – Jan Kustos zmarł nagle 28 lipca 1932 roku, przeżywszy 39 lat. W żadnych źródłach nie podano przyczyn jego śmierci. Sugerowano, że miał problemy kardiologiczne i cierpiał na chorobę nerek. W kręgach rodziny i znajomych podejrzewano, że został otruty. Został pochowany na cmentarzu przy ul. Gliwickiej. Wkrótce po śmierci Kustosa wydawanie „Głosu Górnego Śląska”, graficznie identycznego z organem prasowym Kustosa, przejął jeden z jego dawnych redaktorów naczelnych, aktualnie działacz sanacyjny Wojciech Marchwicki. Na łamach zawłaszczonego pisma red. Robert Syrzysko wychwalał wojewodę Grażyńskiego, wskutek czego zdezorientowani czytelnicy sądzili, że Związek Obrony Górnoślązaków przystąpił do obozu sanacyjnego. Sama organizacja, wskutek braku autorytetu nowych liderów i permanentnych roszad personalnych w zarządzie, straciła na znaczeniu, a ostatecznie dwa lata później została przez polskie władze rozwiązana.